# Trifolium stolzii
Trifolium stolzii är en ärtväxtart som beskrevs av Hermann August Theodor Harms. Trifolium stolzii ingår i släktet klövrar, och familjen ärtväxter. Inga underarter finns listade i Catalogue of Life.